# منزل فارنسورث

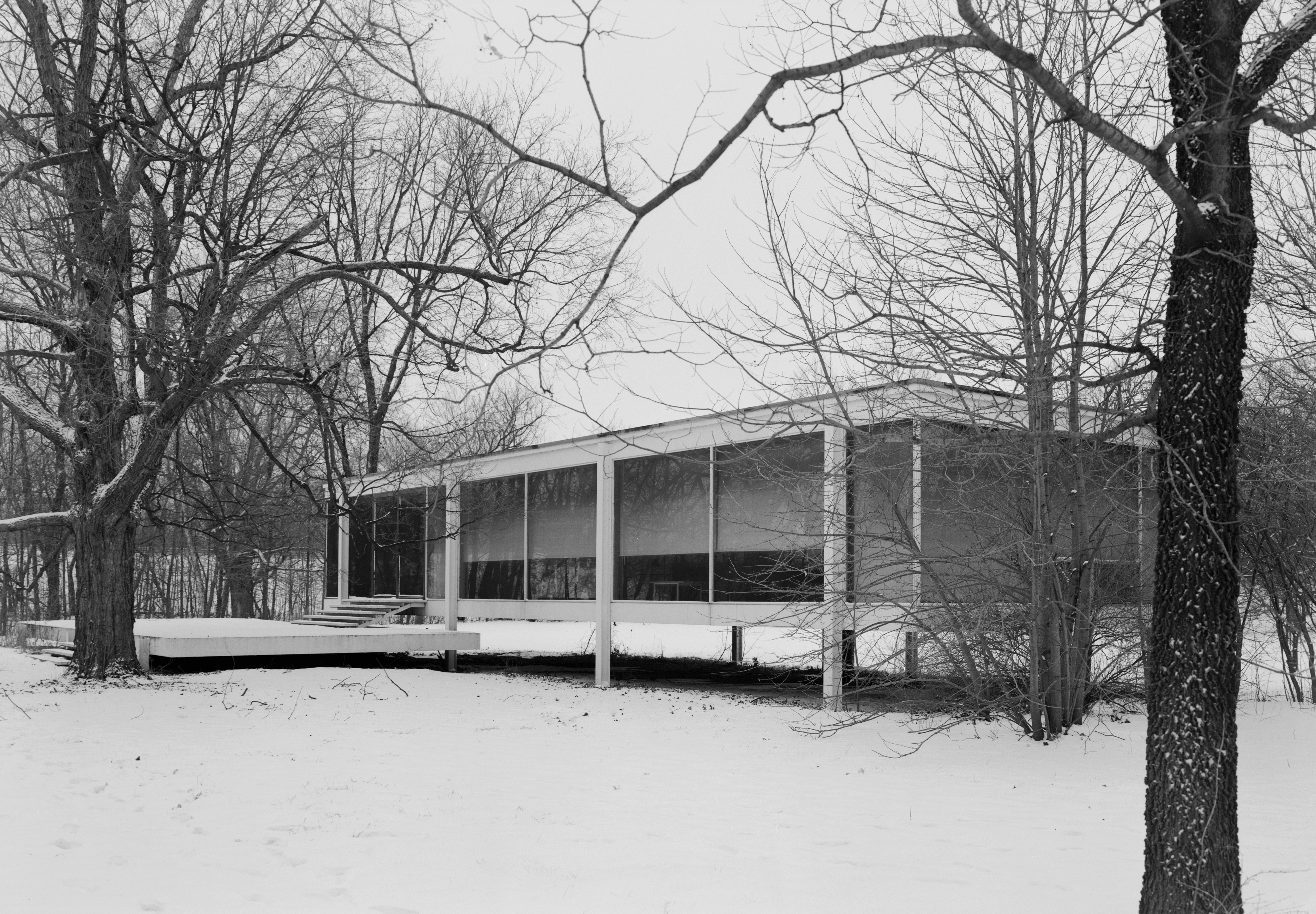
منظر من جنوب شرق منزل فارنسورث

بيت فارنسورث (Farnsworth House)، تصميم وبناء لودفيغ ميس فان دير روه بين 1945-51، هو مكون من غرفة واحدة لتمضية عطلة نهاية الأسبوع, واقع في المناطق الريفية، على بعد 55 ميلا (89 كيلومترا) جنوب غرب وسط مدينة شيكاغو. على مساحة 60 فدان (240،000 m2). الموقع متاخم لنهر فوكس جنوب مدينة بلانو، إلينوي. هذا المنزل من الفولاذ والزجاج قام بتكليفه الدكتور إديث فارنسورث، التي رغبتها في مكان يمكنها من التمتع بالطبيعة وبهواياتها مثل العزف على العود، وترجمة الشعر. لميس أنشاء لها على 1،500 قدم مربع (140 m2) منزل يعتبر أيقونة وتحفة العمارة الحداثية.
عُين البيت كمعلم تاريخي وطني في عام 2006، بعد أن ضُم إلى السجل الوطني للأماكن التاريخية في عام 2004. حاليا المنزل يستخدم كمتحف تاريخي للحفاظ على معالم إلينوي.